# دلی جوان
دلی جوان (به صربی: Deli Jovan) یک کوه در صربستان است که در Eastern Serbia واقع شده‌است. دلی جوان ۱٬۱۴۱ متر بالاتر از سطح دریا واقع شده‌است.